# Immateriële activa
Immateriële activa zijn vaste activa die niet tastbaar zijn. Het betreft bezittingen die wel een rol spelen in het financiële proces, maar nooit in het fysieke bedrijfsproces.
Immateriële activa kunnen alleen dan op de balans opgevoerd worden, wanneer zij een objectief bepaalbare waarde hebben. Over de waardering van immateriële activa zijn per soort verschillende afspraken vastgelegd.
Uitgangspunt van de waardering van immateriële activa is dat er een inschatting moet zijn van de nuttige gebruiksduur, de afschrijving per jaar is dan het waardeverlies over de totale tijd gedeeld door het aantal jaren nuttig gebruik.
Voorbeelden van immateriële activa zijn:
- Goodwill. Het bedrag dat betaald moet worden voor de overname van klanten. Klanten vertegenwoordigen een potentiële omzet en zo een waarde voor een bedrijf.
- Octrooien, ook wel patenten genoemd. Dit zijn intellectuele eigendomsrechten die de houder in staat stellen om anderen te weerhouden van het produceren/verkopen van producten die vallen onder de claims van het octrooi.
- Research- en ontwikkelingskosten. Kosten die gemaakt worden om een product te ontwikkelen kunnen gespreid worden over de levenscyclus van het product.
- Merken. Voor het ontwerpen en beschermen van een merk worden kosten gemaakt en ook een goede reputatie van een merk vertegenwoordigt waarde.